# Memorial del 68
El Memorial del 68 fue un espacio arquitectónico proyectado para honrar la memoria de los sucesos ocurridos el 2 de octubre de 1968 en la Plaza de las Tres Culturas en Tlatelolco, en la Ciudad de México, donde fueron asesinadas cientos de personas, principalmente universitarios de la UNAM y el IPN, por parte de la policía política y el ejército. El plan arquitectónico está a cargo de la UNAM y se ubica en la Torre de Tlatelolco que fue cedida por la Secretaría de Relaciones Exteriores de México, en el 2004, por acuerdo del entonces Jefe de Gobierno del Distrito Federal Andrés Manuel López Obrador.
El Memorial del 68 forma parte del Centro Cultural Universitario Tlatelolco. La elaboración del plan general del centro cultural asociado al memorial estuvo a cargo de la Coordinación de Proyectos Especiales de la UNAM. Como primer director de este espacio se tiene al etnólogo Sergio Raúl Arroyo, exdirector del Instituto Nacional de Antropología e Historia.

## Historia
La inauguración tuvo lugar el lunes 22 de octubre de 2007 con una presentación, un recorrido por las instalaciones, la apertura del Memorial con un discurso de la escritora Elena Poniatowska, el rector de la UNAM Juan Ramón de la Fuente, el jefe de Gobierno del DF, Marcelo Ebrard y conocidos académicos e intelectuales, algunos de ellos sobrevivientes de la matanza de 1968.
El guion del proyecto, bajo la curaduría del historiador Álvaro Vázquez Mantecón, centra su propuesta museográfica en la experiencia del público que descubrirá en su visita: el preámbulo y contexto político y social, nacional e internacional, de los años sesenta; una cronología del movimiento estudiantil, y las repercusiones en la vida política y social de México.
El acervo del memorial consta de material original, grabado por TV UNAM, que recoge el trabajo de investigación en archivos públicos y privados, así como el acopio de materiales gráficos y audiovisuales. Para ello, se recopiló, catalogó y copió cuatro mil ciento cincuenta imágenes en formato analógico y digital, entre fotografías, grabados, manifiestos, volantes y obra gráfica. Se hizo lo mismo con material fílmico correspondiente a películas, noticieros, documentales y programas de televisión que forman parte de los acervos de la Filmoteca de la UNAM, Canal 11, Clío, Televisa, de Julio Pliego y de Óscar Menéndez. Se tiene adicionalmente 60 horas de registros fonográficos originales de la época que incluyen discursos, entrevistas, testimonios, grabaciones in situ, comerciales, música, programas de radio, entre otros materiales provenientes de Radio UNAM y de colecciones públicas y privadas.

## Remodelación
En 2018, en el marco de los 50 años del movimiento estudiantil de 1968, se plantea la remodelación completa del espacio donde se contempló integrar módulos históricos, político-sociales y culturales. Este nuevo espacio propone ser un lugar para construir memorias de lo acontecido en el movimiento estudiantil de 1968, y también busca ser un espacio vivo para construir memorias de movimientos sociales posteriores Movimientos feministas, movimientos indígenas, de madres buscadoras, movimientos estudiantiles y LGBTQ+ están representados en este espacio, a partir de fotografías, video, arte, bordado, pancartas, murales y otras formas de expresión de la movilización social, podemos escuchar, leer y ver testimonios de los propios movilizadores quienes narran sus experiencias en la lucha social.
La reapertura estuvo a cargo del rector de la UNAM, Enrique Graue Wiechers, asimismo, dio por inaugurado el M68 Memorial del 68 y  Movimientos Sociales.

## Exposiciones
Se compone de tres espacios museísticos
- Exposición permanente sobre el Memorial del 68 y movimientos sociales
- Repositorio digital Ciudadanías en movimiento
- Centro de Documentación M68
- Sala de exposición temporal; que incluye propuestas que profundizan en las áreas temáticas del CCU Tlatelolco, con énfasis en las artes visuales y sonoras, para contribuir al reconocimiento de memorias e identidades diversas, fomentar la empatía y el pensamiento crítico.[11]